# Nicolai Abildgaard
 Denne artikel bør gennemlæses af en person med fagkendskab for at sikre den faglige korrekthed.
      → Artiklens ældre sprog fra 'Dbl2' er til en vis grad moderniseret; kan dog tåle et gennemsyn

Nicolai Abraham Abildgaard (født 11. september 1743 i København, død 4. juni 1809 på "Spurveskjul" ved Frederiksdal) var en dansk maler, arkitekt og professor. Han var søn af videnskabsmanden Søren Abildgaard og broder til dyrlægen P.C. Abildgaard. Abildgaard var ven med betydelige kunstnere som Jens Juel og Johan Tobias Sergel.
Hans sommervilla Spurveskjul ved Frederiksdal og flere af hans møbler eksisterer i dag.
Abildgaard udsmykkede Christian VIII's Palæ på Amalienborg, som blev ført tilbage til den originale farvesætning ved en indvendig restaurering 1993-1996.

## Liv og gerning
Efter at være blevet malersvend arbejdede han som medhjælper under Mandelberg, samtidig med at han gennemgik uddannelse på Kunstakademiet, hvis mindre guldmedalje han vandt 1765 og 1766; den store fik han 1767 for "David salves af Samuel", men der gik fem år før, at han opnåede det rejsestipendium, som han ellers havde måttet forvente efter guldmedaljen. Han rejste til Rom, hvor han blev i fem år og var optaget dels af selvstændig produktion, dels og især af at kopiere klassiske ornamenter for akademiet, af studier efter renæssancens mestre og af at studere arkitektur og arkæologi. 
De ældre kunstnere han med størst iver og udbytte dyrkede, var Rafael, Michelangelo, Tizian og Caracci (en)’erne. Af de vist nok ikke synderlig mange originalarbejder han udførte i Rom, blev kun ét særlig betydeligt og almindelig kendt: "Filoktet på Lemnos" eller Den sårede Filoktet. Stærkt påvirket, som det er, i formen af Michelangelo, i farven af Tizian, er det dog et værk, der vidner om en dyb, personlig opfattelse af det tragiske emne og en eminent dygtighed, ikke mindre i farvegivningen end i den grandiose linjeføring. Da billedet kom til København, blev det modtaget med stor anerkendelse og gav anledning til, at Abildgaard blev udset til professor ved akademiet. 
Kort efter sin hjemkomst blev han medlem af akademiet, og et par måneder senere overtog han professoratet, der forenedes med stillingen som kongelig historiemaler med en årlig løn af 200 daler courant, en sum, der kort efter forhøjedes til det dobbelte; senere steg hans faste indtægt betydeligt.

## Malerier til Christiansborg
Abildgaards første store bestilling lød på en række malerier til Christiansborg, fremstillinger med motiver fra de oldenborgske kongers levned eller allegoriske hentydninger dertil samt en del symbolsk-ornamentale arbejder. Størstedelen af disse blev færdige i løbet af omtrent 14 år, men gik til grunde ved slotsbranden 1794, så de kendes nu fortrinsvis efter skitserne, der nu hænger på Kunstmuseet som vidnesbyrd om Abildgaards sans for klar og rytmisk komposition men helt savner egenskaber, der kan vække stemning eller interessere som udslag af varme for emnerne og for de fremstillede personer.
Abildgaard blev hårdt ramt da de værker han selv regnede for sit livs betydeligste gerning, gik op i luer sammen med slottet i 1794. I de følgende fem år malede han så godt som intet.

## Andre malerier
En ganske anden forestilling om Abildgaards betydning får man af de mindre omfangsrige billeder, han malede samtidig med dekorationerne til slottet. Højest iblandt dem har sikkert hans "Sokrates i henrykkelse" raget op, men desværre kendes det nu kun af Clemens’ kobberstik, der viser os en komposition bygget op af store linjer og rummende en lige så stærk som ædel følelse. 
|  |  | Et andet maleri med ualmindelig bredde og energi var "Ossian synger til sit harpespil", i hvilket der råder en naturstemning, som intet andet værk af Abildgaard har noget tilsvarende til. Fra samme tid, 1789, er de skitsemæssigt udførte billeder lavet som grundlag for Clemens’ stik til Jens Baggesens danske oversættelse af Ludvig Holbergs Niels Klims underjordiske Rejse, ganske blottede for lune, men friske i udførelsen og af ikke ringe farveskønhed. |

## Ægteskaberne
I 1781 giftede Abildgaard sig, men tre år efter forlod hans hustru ham for at ægte en anden. Dette slag forvandt han dog vist ret hurtigt. I 1799 forelskede han sig igen i en ung kvinde og vaktes derved til ny kunstnerisk virksomhed. Først 1803 giftede han sig igen, men da forelå allerede nogle af hans mest bemærkelsesværdige billeder, således fire billeder over motiver fra Terents’ komedie "Pigen fra Andros". 
Uden tvivl har de deres største værd som oplysende illustrationer til tidens opfattelse af livet i en oldtidsby, men derudover er de dog også interessante som eksempler på kunstnerens overlegne tekniske dygtighed.
Motiver fra Apulejus’ fortælling om æslet
|  |  |  |  | Endnu højere står to billeder med scener fra Apulejus’ fortælling om æslet. I dem begge er opbygningen, den måde hvorpå figurerne fylder rummet, og linjernes sammenspil udslag af stor kunstnerisk formåen, og aldrig er mesteren i henseende til farvens blødhed og lyskraft kommet sine forbilleder så nær som i disse arbejder, der også ved bevægelsernes udtryksfulde og storstilede skønhed og ved talende fysiognomi vel kan siges at overgå alt, hvad han ellers har ydet. Nærmest disse værker står i rang det større billede "Papirius og hans moder". |

## Andre kunstværker
|  |  |  |  |  |  |  |

I samme periode af sit liv virkede Abildgaard også som arkitekt. Hans hovedværk på dette område er vel nok tegningen til Frihedsstøtten, som stod færdig i 1797, men også det smukke hus, Nytorv nr. 5, samt Apistemplet i Frederiksberg Have skyldes ham. Et og andet modellerede han, og med sine møbeltegninger fx til Klismosstolen sikrede han sig navn som den første danske kunstner, der har gjort noget for kunsthåndværkets udvikling.

## Kunstakademiet
En stor del af sin kraft viede Abildgaard gerningen ved Det Kongelige Danske Kunstakademi, hvor han virkede som medlem; senere som professor og dets direktør i 1778, i 1779-1791 og 1801-1809. Han var energisk, myndig og egenrådig, men klog, retfærdig og uden smålighed, villig til at støtte yngre talenter. Han støttede således blandt andre Thorvaldsen i dennes vanskelige ungdomsår.

## Værker
- Den sårede Filoktet (1774-1775)[5]
- Ymer dier koen Ødhumble[5]
- Sokrates i fængslet (1784)[5]
- Mareridt, 1800
- Apollo pålægger parcerne at opsøge den fra jorden bortflygtede Ceres (1809)[5]
- Sappho og mytilenierinden (1809)[5]
- Den døende Messalina og hendes moder[5]

## Billeder
| - Andre værker af Nicolai Abraham Abildgaard - Ymer dier koen Audhumbla, 1777 Statens Museum for Kunst - Den døende Messalina og hendes moder, 1777 Statens Museum for Kunst - Hamlet viser sin mor farens spøgelse, o. 1778 Statens Museum for Kunst - Culmins ånd viser sig for hans mor (Fra Ossians sange), o. 1794, Nationalmuseum, Stockholm - Udkast til dekoration af audienssalen, 1790'erne - Lykkens Tempel. Slutningen af 1700-tallet. Maleri på skærmbræt. Har tilhørt Johan Bülow til Sanderumgaard. - Julia og Fulvia, 1800, Nasjonalgalleriet, Oslo - "Apollon pålægger parcerne at opsøge den fra jorden bortflygtede Ceres", 1809 Statens Museum for Kunst - Den græske digter Sappho og mytilenierinden, 1809 Statens Museum for Kunst - Portræt af malerens søn Marcus Aurelius Abildgaard. Ml. 1786 og 1809 |

## Samtidens og eftertidens vurdering
Abildgaards smag var konsolideret i hans studietid i Rom 1772-77 og studiet af hans helte fra højrenæssancen og antikken. Hans Den sårede Filoktet (Statens Museum for Kunst) er et blændende eksempel på gælden til den græske antik, men udtrykker samtidig med sin dramatiske lyssætning og komposition den inspiration, Abildgaard fik fra samtidige romantiske kunstnere som Johann Heinrich Füssli. Da Abildgaard kom hjem til Danmark efter opholdet i Rom, viste den romantiske stil sig ikke gangbar blandt hans publikum og bestillere, og han benyttede en mere nøgtern, nyklassicistisk form i sine arbejder for fx kongehuset. På sine ældre dage malede og tegnede han en del erotiske motiver.
Som maler blev han i sin tid højt vurderet af den kreds, der kaldte sig "de skønsomme kunstens yndere", men af de slægter, der fulgte nærmest efter hans og som fik deres syn på kunst opdraget under Eckersberg’s og Høyen’s indflydelse, blev han i høj grad undervurderet. Senere er han atter kommet til ære og værdighed.
I 2009 viste Statens Museum for Kunst den store udstilling "Nicolai Abildgaard – kroppen i oprør", hvortil der blev udgivet et katalog med titlen Kroppen i oprør.